# Goni
|  | Per la localitat de l'Uruguai vegeu Goni (Uruguai) |

Goni (en sard, Goni) és un municipi italià, dins de la província de Sardenya del Sud. L'any 2007 tenia 556 habitants. Es troba a la regió de Sarrabus-Gerrei. Limita amb els municipis de Ballao, Escalaplano, Orroli, Silius i Siurgus Donigala. Al seu territori hi ha el complex arqueològic de Pranu Muttedu.

## Administració
| Període | Identitat       | Partit        |
| ------- | --------------- | ------------- |
| 2006-   | Armando Delussu | Llista cívica |